# Halterofilismo nos Jogos Olímpicos de Verão de 2020 - Até 59 kg feminino
A categoria até 59 kg feminino do halterofilismo nos Jogos Olímpicos de Verão de 2020 foi disputada em 27 de julho de 2021 no Fórum Internacional de Tóquio, na capital japonesa. Um total de 14 halterofilistas, cada uma representando um Comitê Olímpico Nacional (CON), participaram do evento.
Esta foi a primeira competição olímpica dos 59 kg após a reorganização das categorias de peso em 2018. Kuo Hsing-chun estabeleceu três recordes olímpicos para ganhar sua primeira medalha de ouro após o bronze nas Olimpíadas de 2016. Polina Guryeva foi medalha de prata, a primeira da história para o Turcomenistão, e Mikiko Ando ganhou o bronze para o país-sede.

## Qualificação
Em cada categoria, até 14 halterofilistas poderiam se qualificar, com as vagas sendo alocadas da seguinte forma:
- Oito pelo ranking mundial da IWF;
- Cinco representantes de cada continente seguindo o ranking mundial, sendo limitado a CONs ainda sem halterofilistas qualificados;
- Vagas para o país anfitrião ou para a Comissão Tripartite.

## Calendário
Horário local (UTC+9)
| Data        | Hora  | Fase    |
| ----------- | ----- | ------- |
| 27 de julho | 11:50 | Grupo B |
| 27 de julho | 15:50 | Grupo A |

## Medalhas
| Ouro   | TPE Kuo Hsing-chun |
| Prata  | TKM Polina Guryeva |
| Bronze | JPN Mikiko Ando    |

## Recordes
Antes desta competição, os seguintes recordes eram estabelecidos:
| Recorde          | Tipo      | Halterofilista  | Peso   | Local    | Data                   |
| Recorde mundial  | Arranque  | Kuo Hsing-chun  | 110 kg | Tashkent | 19 de abril de 2021    |
| Recorde mundial  | Arremesso | Kuo Hsing-chun  | 140 kg | Pattaya  | 21 de setembro de 2019 |
| Recorde mundial  | Total     | Kuo Hsing-chun  | 247 kg | Tashkent | 19 de abril de 2021    |
|                  |           |                 |        |          |                        |
| Recorde olímpico | Arranque  | Padrão olímpico | 102 kg | —        | 1 de novembro de 2018  |
| Recorde olímpico | Arremesso | Padrão olímpico | 127 kg | —        | 1 de novembro de 2018  |
| Recorde olímpico | Total     | Padrão olímpico | 229 kg | —        | 1 de novembro de 2018  |

Após a competição, os seguintes recordes foram estabelecidos:
| Recorde          | Tipo      | Halterofilista     | Peso   | Local  | Data                |
| Recorde olímpico | Arranque  | TPE Kuo Hsing-chun | 103 kg | Tóquio | 27 de julho de 2021 |
| Recorde olímpico | Arremesso | TPE Kuo Hsing-chun | 133 kg | Tóquio | 27 de julho de 2021 |
| Recorde olímpico | Total     | TPE Kuo Hsing-chun | 236 kg | Tóquio | 27 de julho de 2021 |

## Resultados
| Pos.              | Halterofilista        | CON               | Grupo | Peso  | Arranque (kg) | Arranque (kg) | Arranque (kg) | Arranque (kg) | Arremesso (kg) | Arremesso (kg) | Arremesso (kg) | Arremesso (kg) | Total |
| Pos.              | Halterofilista        | CON               | Grupo | Peso  | 1             | 2             | 3             | Result.       | 1              | 2              | 3              | Result.        | Total |
| ----------------- | --------------------- | ----------------- | ----- | ----- | ------------- | ------------- | ------------- | ------------- | -------------- | -------------- | -------------- | -------------- | ----- |
| Medalha de ouro   | Kuo Hsing-chun        | TPE Taipé Chinês  | A     | 58.65 | 100           | 103           | 103           | 103           | 125            | 133            | 141            | 133            | 236   |
| Medalha de prata  | Polina Guryeva        | TKM Turcomenistão | A     | 58.95 | 93            | 95            | 96            | 96            | 116            | 119            | 121            | 121            | 217   |
| Medalha de bronze | Mikiko Ando           | JPN Japão         | A     | 58.70 | 92            | 94            | 96            | 94            | 116            | 120            | 120            | 120            | 214   |
| 4                 | Dora Tchakounté       | FRA França        | A     | 58.55 | 93            | 96            | 98            | 96            | 112            | 117            | 120            | 117            | 213   |
| 5                 | Hoàng Thị Duyên       | VIE Vietnã        | A     | 58.65 | 95            | 95            | 98            | 95            | 113            | 119            | 119            | 113            | 208   |
| 6                 | Yusleidy Figueroa     | VEN Venezuela     | A     | 58.80 | 88            | 88            | 91            | 91            | 115            | 120            | 125            | 115            | 206   |
| 7                 | Izabella Yaylyan      | ARM Armênia       | A     | 58.15 | 90            | 95            | 97            | 95            | 110            | 115            | 115            | 110            | 205   |
| 8                 | Zoe Smith             | GBR Grã-Bretanha  | A     | 58.95 | 87            | 87            | 91            | 87            | 113            | 116            | 119            | 113            | 200   |
| 9                 | Tali Darsigny         | CAN Canadá        | B     | 59.00 | 86            | 88            | 90            | 90            | 106            | 109            | 109            | 109            | 199   |
| 10                | Sabine Kusterer       | GER Alemanha      | B     | 58.70 | 88            | 90            | 91            | 91            | 107            | 107            | 109            | 107            | 198   |
| 11                | Maria Grazia Alemanno | ITA Itália        | B     | 58.95 | 85            | 88            | 89            | 85            | 100            | 105            | 105            | 100            | 185   |
| 12                | Erika Yamasaki        | AUS Austrália     | B     | 58.75 | 75            | 78            | 78            | 75            | 95             | 100            | 100            | 95             | 170   |
| –                 | Magdeline Moyengwa    | BOT Botsuana      | B     | 58.05 | 65            | 70            | 70            | 70            | 80             | 80             | 80             | –              | –     |
| –                 | Alexandra Escobar     | ECU Equador       | A     | 58.75 | 95            | 95            | 95            | –             | –              | –              | –              | –              | DNF   |

Legenda
| Recorde mundial      | Recorde mundial (World record)               |                       | Recorde africano                      | Recorde africano (African) |                                           | Q | Classificado por posição (Qualified) |
| Recorde olímpico     | Recorde olímpico (Olympic record)            | Recorde da América    | Recorde da América (Americas)         | q                          | Classificado por melhor tempo (Qualified) |   |                                      |
| Melhor marca do ano  | Melhor marca do ano (World leading)          | Recorde asiático      | Recorde asiático (Asian)              | DNS                        | Não largou (Did not start)                |   |                                      |
| Recorde nacional     | Recorde nacional (National record)           | Recorde europeu       | Recorde europeu (European)            | DNF                        | Não terminou (Did not finish)             |   |                                      |
| Recorde pessoal      | Recorde pessoal do atleta (Personal best)    | Recorde da Oceania    | Recorde da Oceania (Oceania)          | DSQ / DQ                   | Desclassificado (Disqualified)            |   |                                      |
| Recorde da temporada | Recorde da temporada do atleta (Season best) | Recorde sul-americano | Recorde sul-americano (South America) | NM                         | Sem marca (No mark)                       |   |                                      |